# Giuliano Noci

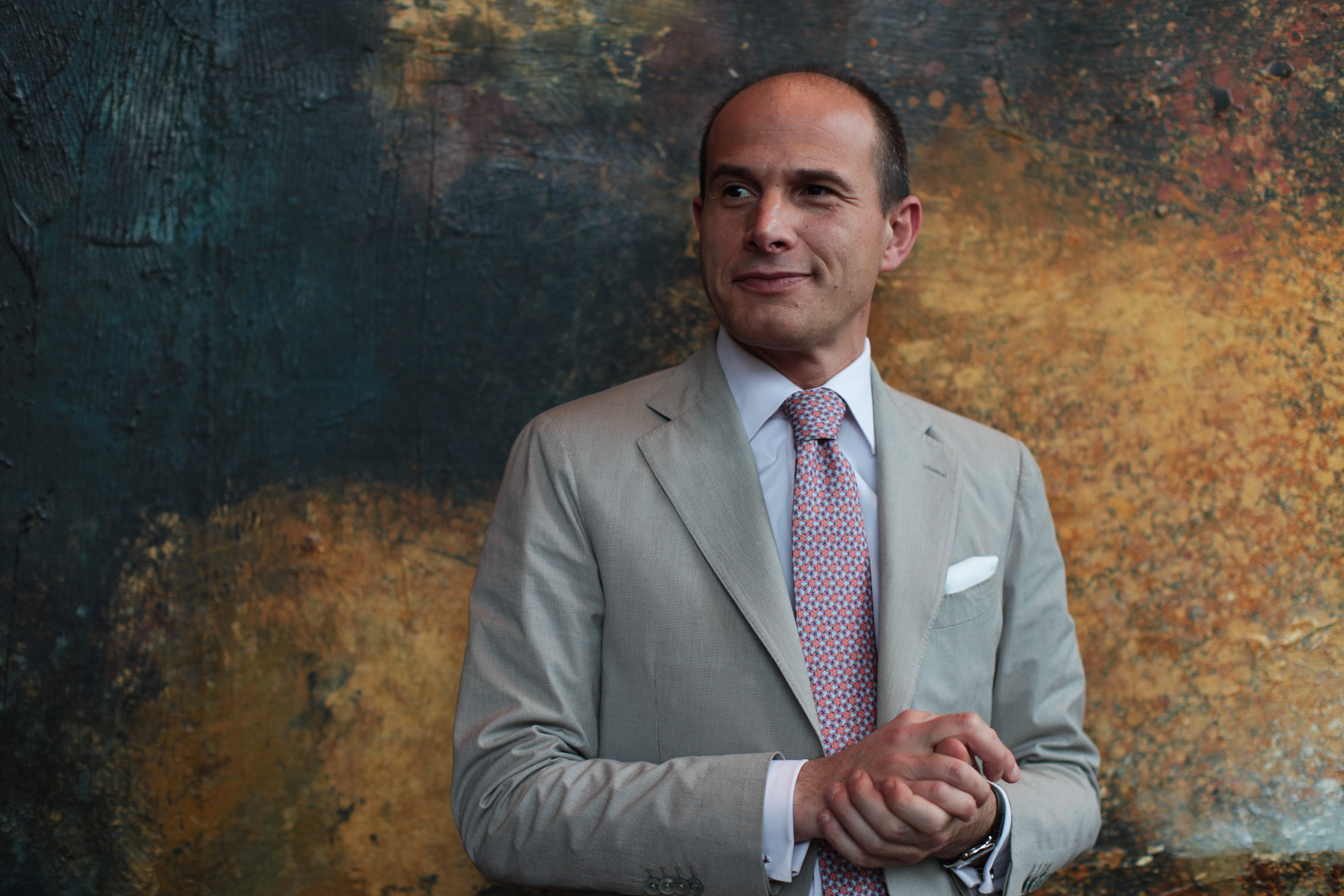
Giuliano Noci

Giuliano Noci (Mantova, 19 ottobre 1967) è un ingegnere italiano.

## Biografia
Nel 1992 si è laureato in Ingegneria gestionale presso il Politecnico di Milano. Nello stesso ateneo ha intrapreso la carriera accademica nel settore dell'Ingegneria gestionale, ricoprendo a partire dal 2002 il ruolo di professore ordinario. Proprio nel 2002, tramite una tesi con Stefano Ferrari e Gianluigi Barletta, intitolata "E-marketplace un caso studio nel settore serico comasco" dimostrò la validità del business model proposto dall'allora nascente Amazon. È titolare della cattedra di Strategy and Marketing e svolge attività di ricerca prevalentemente nel campo dell’analisi dell’impatto delle tecnologie digitali su modelli di business, strategie di marketing e comunicazione delle imprese. È ideatore del biomarketing, un approccio per l’analisi del mercato e la definizione di strategie di marketing e comunicazione.
Per il Politecnico di Milano ha svolto numerosi incarichi, soprattutto orientati all'internazionalizzazione e dal 2011, in particolare, è prorettore del Polo territoriale cinese. Coordina, inoltre, diversi osservatori della School of Management del Politecnico di Milano.
Ha inoltre operato come esperto di controllo di gestione per il Ministero dell’Interno e e come membro esperto della Struttura Tecnica di Missione per l’indirizzo strategico, lo sviluppo delle infrastrutture e l’alta sorveglianza presso il Ministero delle Infrastrutture e Trasporti. In occasione di Expo 2015 è stato Presidente di Explora ScpA, società partecipata da Camera di Commercio di Milano, Regione Lombardia e Expo SpA per la valorizzazione dell’offerta turistica e culturale dell’Expo di Milano.
E' editorialista per Il Sole 24 Ore, oltre che collaborare continuamente con testate giornalistiche (sia italiane che estere) per le quali approfondisce argomenti, anche di carattere geo-politico ed economico.

## Posizioni
Sostiene l'incremento della spesa militare al 5% del PIL, la creazione di un esercito comune europeo e l'avvio programmi di sviluppo e ammodernamento delle forze operative della NATO.

## Riconoscimenti
Nel 1999 il suo paper Identifying effective PMSs for the deployment of “green” manufacturing strategies – pubblicato su International Journal of Operations & Production Management è stato premiato come miglior saggio dell’anno a livello internazionale.
Nel 2015 ha ricevuto dal Ministero della Scienza e della Tecnologia di PRC e dal MIUR il “China-Italy Science Technology Innovation Cooperation Contribution Award” per il suo contributo allo sviluppo delle relazioni bilaterali in materia di innovazione tecnologica. Nel 2016 è stato nominato Sichuan Overseas Talents Commissioner dal Governo della Provincia del Sichuan.

## Principali pubblicazioni
- G. Azzone, U. Bertelè, G. Noci, L’ambiente come vantaggio competitivo: un’opportunità per le imprese, ETASLIBRI, Milano, 1998.
- G. Noci, R. Verganti, Gestire l’innovazione eco-efficiente nelle piccole e medie imprese, IlSole24Ore, Milano, 1999.
- U. Bertelè, V. Chiesa, G. Noci, Creare valore con la Rete: innovazioni gestionali e nuove opportunità di business nel post New Economy, IlSole24Ore, Milano, 2002.
- A. Boaretto, G. Noci, F. Pini, Marketing reloaded: leve e strumenti per la co-creazione di esperienze multicanale, IlSole24Ore, Milano, 2007.
- L. Lamberti, G. Noci, J. Guo, S. Zhu, Y. Bing, A Sino-European Comparison of the Exhibition and Convention Industry, Polipress, Milano, 2007.
- A. Boaretto, G. Noci, F. Pini, Open Marketing: costruire con il cliente i un’esperienza multicanale, Etas, 2009.
- A. Boaretto, G. Noci, F.M. Pini, Marketing Reloaded, 2ª edizione aggiornata, IlSole24Ore, 2011
- A. Boaretto, G. Noci, F.M. Pini, Mobile Marketing, IlSole24Ore, 2011
- G. Noci, Biomarketing, Egea, Milano, 2018